# Holocaust nuclear

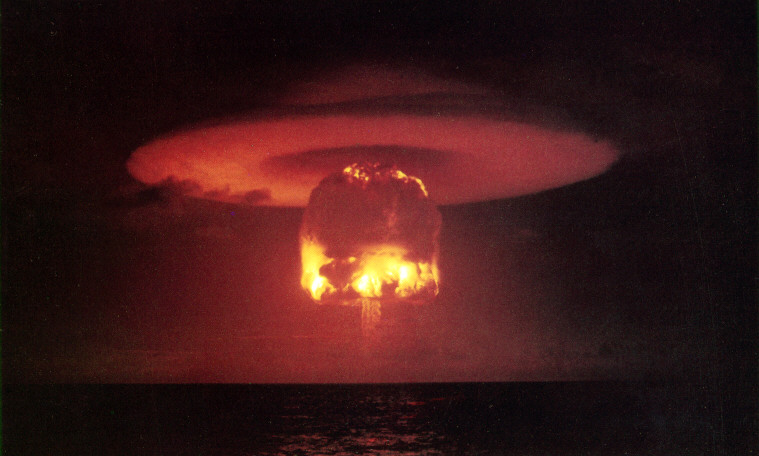
Núvol de bolet

Un holocaust nuclear és una situació hipotètica en la qual la civilització humana seria erradicada de manera total o parcial per una guerra nuclear. En aquest escenari, part o la totalitat de la Terra seria destruïda o convertida en una zona inhabitable per la forta radioactivitat o per l'hivern nuclear que seguirien el conflicte nuclear.
És un concepte recorrent en la ciència-ficció postapocalíptica. Una de les primeres obres de ficció que tractaren aquest tema fou Last and First Men, d'Olaf Stapledon (1930). Altres novel·les com ara A Canticle for Leibowitz, de Walter M. Miller, o On the Beach (novel·la)On the Beach, de Nevil Shute, videojocs com ara Fallout o Metro 2033 i pel·lícules com ara Mad Max o Terminator també han presentat escenaris d'holocaust nuclear. En temps més recents, la sèrie The 100 també s'hi ha basat.